# Villarzel-Cabardès
Pour les articles homonymes, voir Villarzel (homonymie).
Villarzel-Cabardès  est une commune française, située dans le nord du département de l'Aude en région Occitanie.
Sur le plan historique et culturel, la commune fait partie du Minervois, un pays de basses collines qui s'étend du Cabardès, à l'ouest, au Biterrois à l'est, et de la Montagne Noire, au nord, jusqu'au fleuve Aude au sud. Exposée à un climat méditerranéen, elle est drainée par la Clamoux, le Rascas et par deux autres cours d'eau. La commune possède un patrimoine naturel remarquable composé d'une zone naturelle d'intérêt écologique, faunistique et floristique.
Villarzel-Cabardès est une commune rurale qui compte 270 habitants en 2022, après avoir connu une forte hausse de la population depuis 1975. Elle fait partie de l'aire d'attraction de Carcassonne. Ses habitants sont appelés les Villarzelais ou  Villarzelaises.
Le patrimoine architectural de la commune comprend un immeuble protégé au titre des monuments historiques : la maison du XVe siècle, classée en 1966.

## Géographie
Commune de l'aire urbaine de Carcassonne située dans le Cabardès, à sa limite avec le Minervois.

### Communes limitrophes
Les communes limitrophes sont  Bagnoles, Laure-Minervois, Villegly et Villeneuve-Minervois.
|          | Villeneuve-Minervois |                 |
| Villegly | Villarzel-Cabardès   | Laure-Minervois |
|          | Bagnoles             |                 |

### Hydrographie
La commune est dans la région hydrographique « Côtiers méditerranéens », au sein du bassin hydrographique Rhône-Méditerranée-Corse. Elle est drainée par la Clamoux, le Rascas, le ruisseau des Agals et le ruisseau de Saint-Estève, qui constituent un réseau hydrographique de 3 km de longueur totale,.
La Clamoux, d'une longueur totale de 32,3 km, prend sa source dans la commune de Castans et s'écoule vers le sud. Elle traverse la commune et se jette dans l'Orbiel à Villalier, après avoir traversé 10 communes.
Le Rascas, d'une longueur totale de 12,9 km, prend sa source dans la commune de Villeneuve-Minervois et s'écoule vers le sud-est. Il traverse la commune et se jette à Puichéric, après avoir traversé 7 communes.

### Climat
Pour des articles plus généraux, voir Climat de l'Occitanie et Climat de l'Aude.
En 2010, le climat de la commune est de type climat du Bassin du Sud-Ouest, selon une étude s'appuyant sur une série de données couvrant la période 1971-2000. En 2020, Météo-France publie une typologie des climats de la France métropolitaine dans laquelle la commune est dans une zone de transition entre le climat océanique altéré et le climat méditerranéen et est dans la région climatique Provence, Languedoc-Roussillon, caractérisée par une pluviométrie faible en été, un très bon ensoleillement (2 600 h/an), un été chaud (21,5 °C), un air très sec en été, sec en toutes saisons, des vents forts (fréquence de 40 à 50 % de vents > 5 m/s) et peu de brouillards.
Pour la période 1971-2000, la température annuelle moyenne est de 13,8 °C, avec une amplitude thermique annuelle de 15,8 °C. Le cumul annuel moyen de précipitations est de 730 mm, avec 8,9 jours de précipitations en janvier et 4,2 jours en juillet. Pour la période 1991-2020, la température moyenne annuelle observée sur la station météorologique la plus proche, située sur la commune de Caunes-Minervois à 8 km à vol d'oiseau, est de 13,9 °C et le cumul annuel moyen de précipitations est de 768,1 mm,. Pour l'avenir, les paramètres climatiques de la commune estimés pour 2050 selon différents scénarios d’émission de gaz à effet de serre sont consultables sur un site dédié publié par Météo-France en novembre 2022.

### Milieux naturels et biodiversité

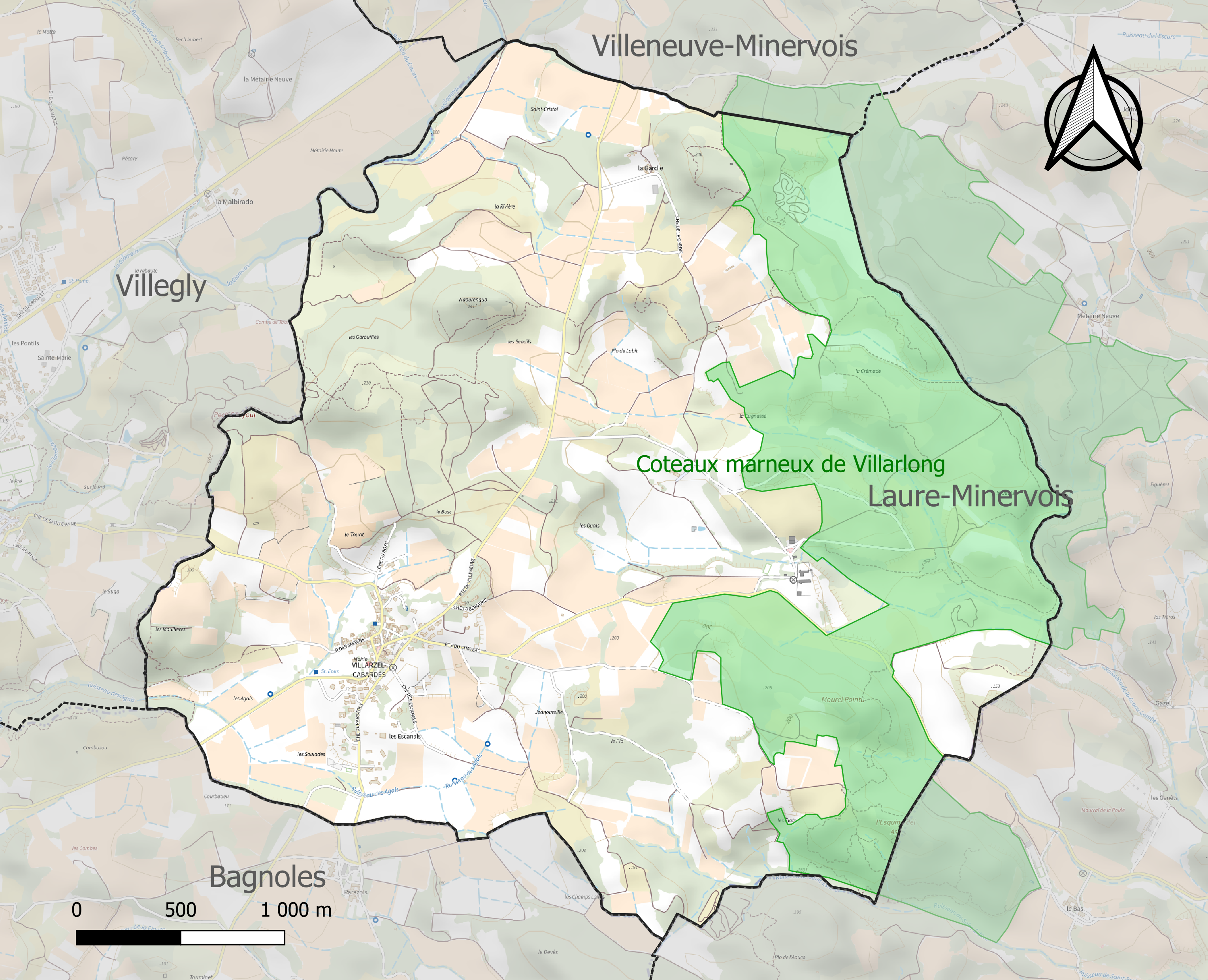
Carte de la ZNIEFF de type 1 localisée sur la commune.

L’inventaire des zones naturelles d'intérêt écologique, faunistique et floristique (ZNIEFF) a pour objectif de réaliser une couverture des zones les plus intéressantes sur le plan écologique, essentiellement dans la perspective d’améliorer la connaissance du patrimoine naturel national et de fournir aux différents décideurs un outil d’aide à la prise en compte de l’environnement dans l’aménagement du territoire.
Une ZNIEFF de type 1 est recensée sur la commune :
les « coteaux marneux de Villarlong » (255 ha), couvrant 3 communes du département.

## Urbanisme

### Typologie
Au 1er janvier 2024, Villarzel-Cabardès est catégorisée commune rurale à habitat dispersé, selon la nouvelle grille communale de densité à 7 niveaux définie par l'Insee en 2022.
Elle est située hors unité urbaine. Par ailleurs la commune fait partie de l'aire d'attraction de Carcassonne, dont elle est une commune de la couronne,. Cette aire, qui regroupe 115 communes, est catégorisée dans les aires de 50 000 à moins de 200 000 habitants,.

### Occupation des sols
L'occupation des sols de la commune, telle qu'elle ressort de la base de données européenne d’occupation biophysique des sols Corine Land Cover (CLC), est marquée par l'importance des territoires agricoles (69,4 % en 2018), en diminution par rapport à 1990 (74,8 %). La répartition détaillée en 2018 est la suivante : 
cultures permanentes (50,8 %), milieux à végétation arbustive et/ou herbacée (26 %), zones agricoles hétérogènes (18,6 %), forêts (4,6 %). L'évolution de l’occupation des sols de la commune et de ses infrastructures peut être observée sur les différentes représentations cartographiques du territoire : la carte de Cassini (XVIIIe siècle), la carte d'état-major (1820-1866) et les cartes ou photos aériennes de l'IGN pour la période actuelle (1950 à aujourd'hui).

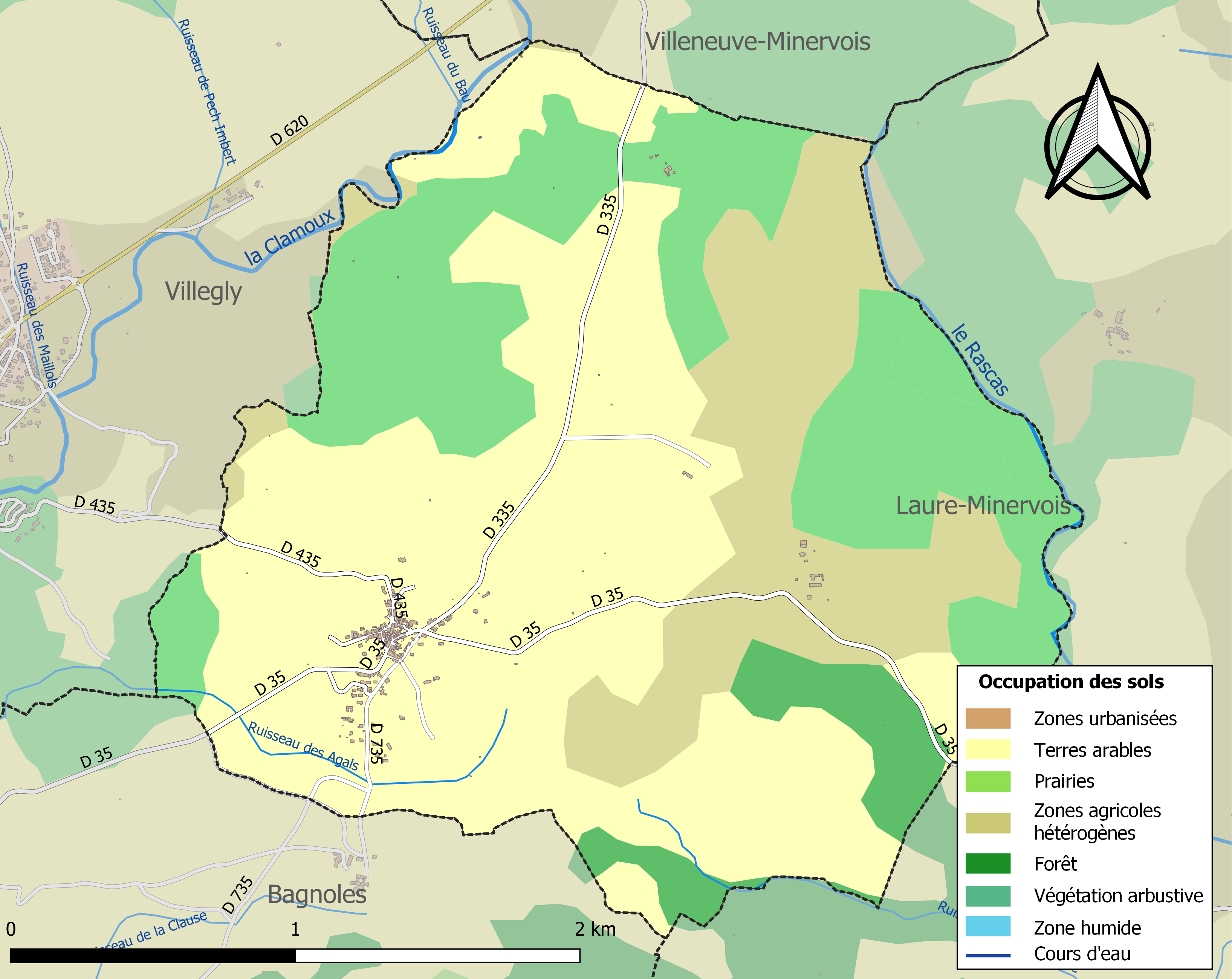
Carte des infrastructures et de l'occupation des sols de la commune en 2018 (CLC).

### Risques majeurs
Le territoire de la commune de Villarzel-Cabardès est vulnérable à différents aléas naturels : météorologiques (tempête, orage, neige, grand froid, canicule ou sécheresse), inondations, feux de forêts et séisme (sismicité très faible). Un site publié par le BRGM permet d'évaluer simplement et rapidement les risques d'un bien localisé soit par son adresse soit par le numéro de sa parcelle.
Certaines parties du territoire communal sont susceptibles d’être affectées par le risque d’inondation par débordement de cours d'eau, notamment le ruisseau de Glandes. La commune a été reconnue en état de catastrophe naturelle au titre des dommages causés par les inondations et coulées de boue survenues en 1982, 1992, 1999, 2005, 2009 et 2018,.

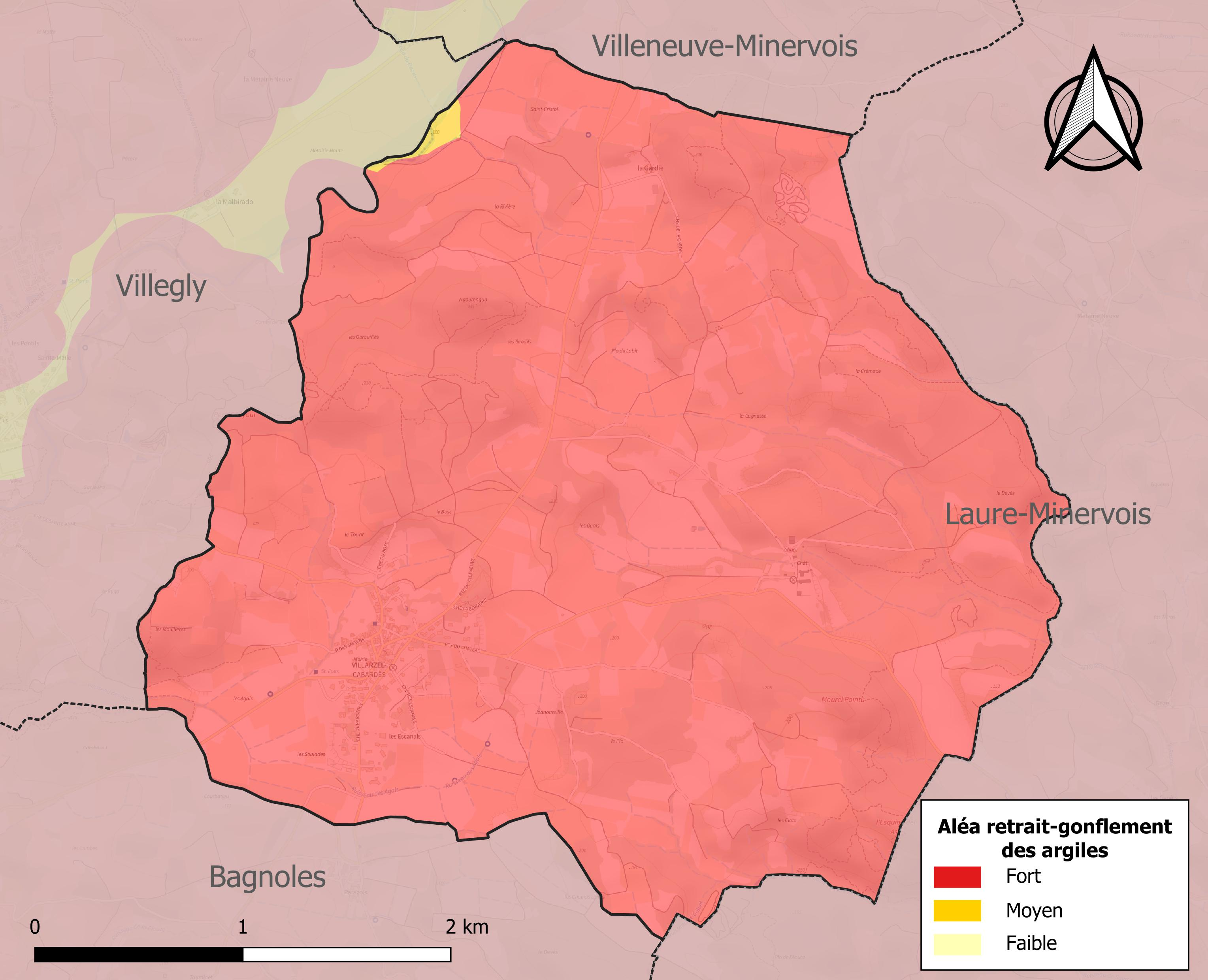
Carte des zones d'aléa retrait-gonflement des sols argileux de Villarzel-Cabardès.

Le retrait-gonflement des sols argileux est susceptible d'engendrer des dommages importants aux bâtiments en cas d’alternance de périodes de sécheresse et de pluie. La totalité de la commune est en aléa moyen ou fort (75,2 % au niveau départemental et 48,5 % au niveau national). Sur les 122 bâtiments dénombrés sur la commune en 2019, 122 sont en aléa moyen ou fort, soit 100 %, à comparer aux 94 % au niveau départemental et 54 % au niveau national. Une cartographie de l'exposition du territoire national au retrait gonflement des sols argileux est disponible sur le site du BRGM,.

## Politique et administration

### Liste des maires
| Période                                  | Période  | Identité     | Étiquette | Qualité |
| ---------------------------------------- | -------- | ------------ | --------- | ------- |
| mars 2008                                | En cours | André Pujol  |           |         |
| mars 2001                                | 2008     | Michel Muret |           |         |
| avant 1981                               | ?        | Henry Bonnet | PS        |         |
| Les données manquantes sont à compléter. |          |              |           |         |

## Démographie
| 1793 | 1800 | 1806 | 1821 | 1831 | 1836 | 1841 | 1846 | 1851 |
| ---- | ---- | ---- | ---- | ---- | ---- | ---- | ---- | ---- |
| 126  | 144  | 135  | 148  | 122  | 138  | 119  | 142  | 167  |

| 1856 | 1861 | 1866 | 1872 | 1876 | 1881 | 1886 | 1891 | 1896 |
| ---- | ---- | ---- | ---- | ---- | ---- | ---- | ---- | ---- |
| 168  | 160  | 166  | 150  | 172  | 183  | 146  | 155  | 161  |

| 1901 | 1906 | 1911 | 1921 | 1926 | 1931 | 1936 | 1946 | 1954 |
| ---- | ---- | ---- | ---- | ---- | ---- | ---- | ---- | ---- |
| 200  | 176  | 170  | 163  | 156  | 170  | 172  | 136  | 168  |

| 1962 | 1968 | 1975 | 1982 | 1990 | 1999 | 2006 | 2007 | 2012 |
| ---- | ---- | ---- | ---- | ---- | ---- | ---- | ---- | ---- |
| 169  | 156  | 144  | 131  | 130  | 145  | 170  | 173  | 208  |

| 2017 | 2022 | - | - | - | - | - | - | - |
| ---- | ---- | - | - | - | - | - | - | - |
| 238  | 270  | - | - | - | - | - | - | - |

## Économie

### Revenus
En 2018  (données Insee publiées en septembre 2021), la commune compte 103 ménages fiscaux, regroupant 254 personnes. La médiane du revenu disponible par unité de consommation est de 19 320 € (19 240 € dans le département).

### Emploi
| Division       | 2008   | 2013   | 2018   |
| -------------- | ------ | ------ | ------ |
| Commune        | 11,3 % | 5,8 %  | 9,3 %  |
| Département    | 10,2 % | 12,8 % | 12,6 % |
| France entière | 8,3 %  | 10 %   | 10 %   |

En 2018, la population âgée de 15 à 64 ans s'élève à 141 personnes, parmi lesquelles on compte 80 % d'actifs (70,7 % ayant un emploi et 9,3 % de chômeurs) et 20 % d'inactifs,. En  2018, le taux de chômage communal (au sens du recensement) des 15-64 ans est inférieur à celui de la France et du département, alors qu'en 2008 la situation était inverse.
La commune fait partie de la couronne de l'aire d'attraction de Carcassonne, du fait qu'au moins 15 % des actifs travaillent dans le pôle,. Elle compte 17 emplois en 2018, contre 22 en 2013 et 22 en 2008. Le nombre d'actifs ayant un emploi résidant dans la commune est de 100, soit un indicateur de concentration d'emploi de 17,1 % et un taux d'activité parmi les 15 ans ou plus de 61,5 %.
Sur ces 100 actifs de 15 ans ou plus ayant un emploi, 14 travaillent dans la commune, soit 14 % des habitants. Pour se rendre au travail, 84,8 % des habitants utilisent un véhicule personnel ou de fonction à quatre roues, 2 % les transports en commun, 4 % s'y rendent en deux-roues, à vélo ou à pied et 9,1 % n'ont pas besoin de transport (travail au domicile).

### Activités hors agriculture
13 établissements sont implantés  à Villarzel-Cabardès au 31 décembre 2019.
Le secteur de l'administration publique, l'enseignement, la santé humaine et l'action sociale est prépondérant sur la commune puisqu'il représente 23,1 % du nombre total d'établissements de la commune (3 sur les 13 entreprises implantées  à Villarzel-Cabardès), contre 13,2 % au niveau départemental.

### Agriculture
|               | 1988 | 2000 | 2010 | 2020 |
| ------------- | ---- | ---- | ---- | ---- |
| Exploitations | 25   | 18   | 14   | 9    |
| SAU (ha)      | 218  | 216  | 222  | 192  |

La commune est dans la « Région viticole » de l'Aude, une petite région agricole occupant une grande partie centrale du département, également dénommée localement « Corbeilles Minervois et Carcasses-Limouxin ». En 2020, l'orientation technico-économique de l'agriculture  sur la commune est la viticulture. Neuf exploitations agricoles ayant leur siège dans la commune sont dénombrées lors du recensement agricole de 2020 (25 en 1988). La superficie agricole utilisée est de 192 ha,,.

## Culture locale et patrimoine

### Lieux et monuments
- Le château de Villarlong.
- Église Saint-Pierre-ès-Liens.
- Tombes du cimetière wisigoth du Moural des Morts.
- Tombes du cimetière wisigoth du Moural des Morts.

- Église Saint-Martin de Villarzel-Cabardès.

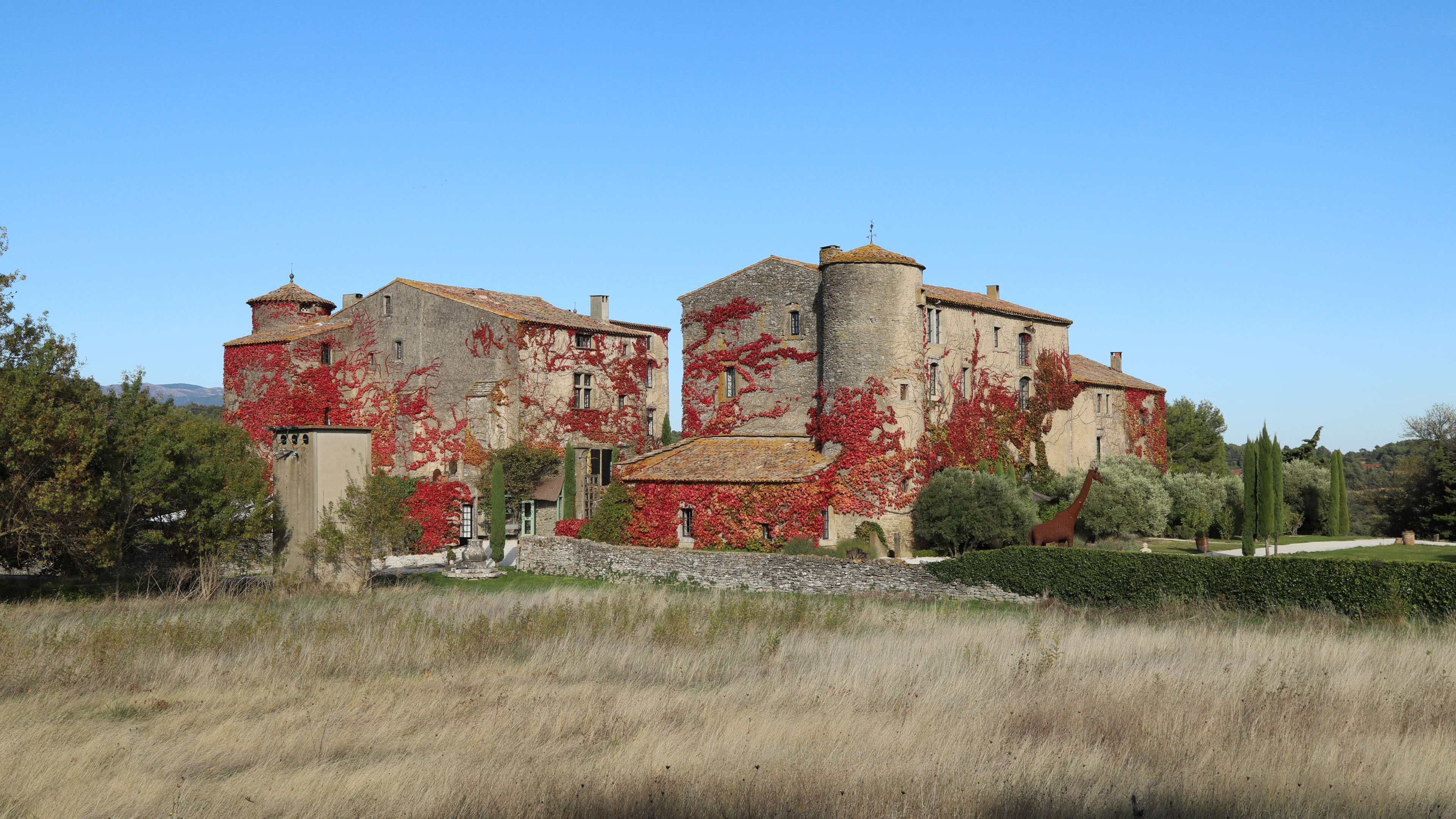
Église Saint-Pierre-ès-Liens de Villarlong.
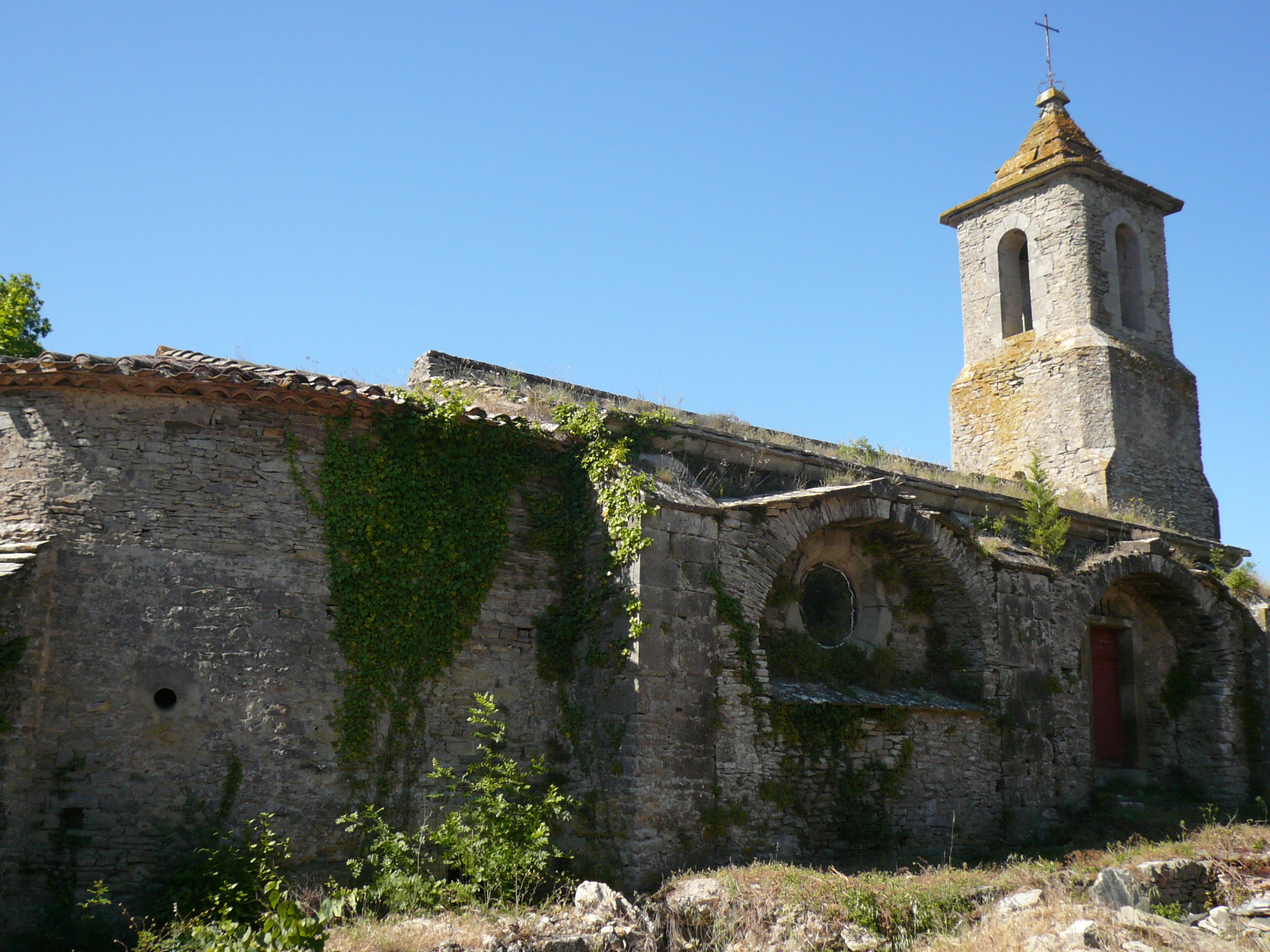
Église Saint-Pierre-ès-Liens.

- Musée Archéologique Claude Journet.
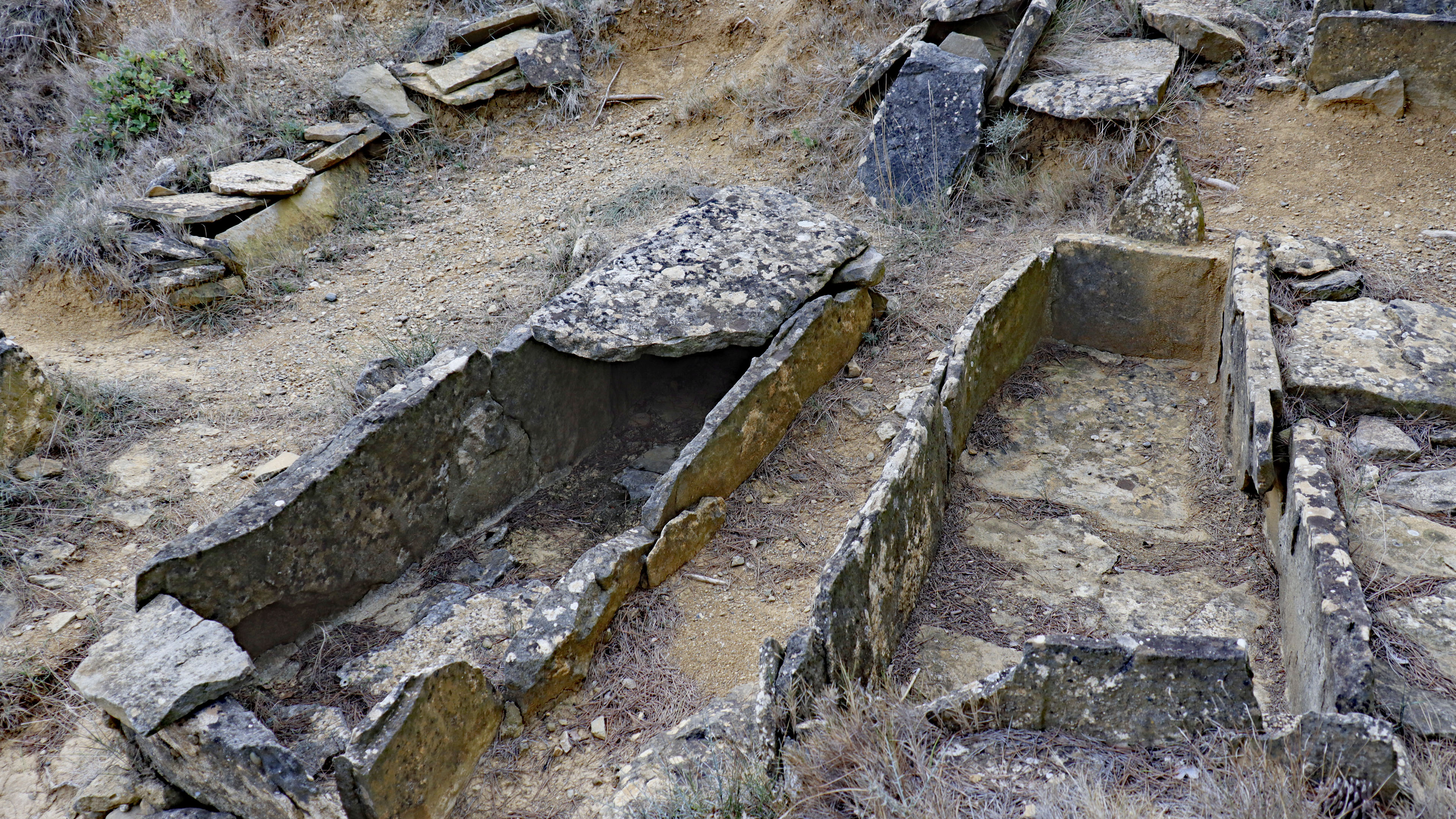
Cimetière wisigoth du Moural des Morts.
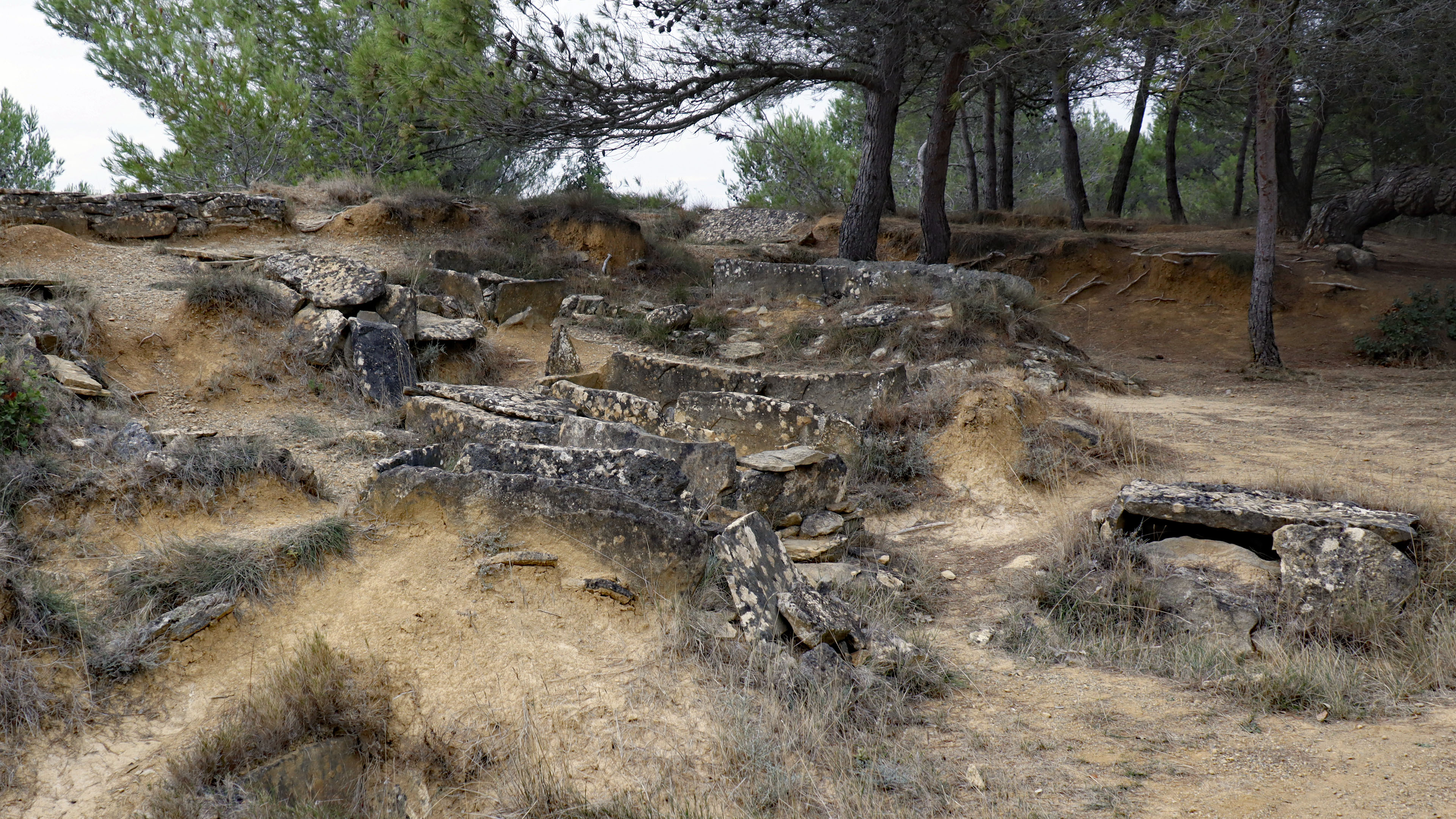
Tombes du cimetière wisigoth du Moural des Morts.

- Le château de Villarlong.

| Monument                                   | Adresse | Coordonnées                      | Notice         | Protection | Date              | Illustration                               |
| ------------------------------------------ | ------- | -------------------------------- | -------------- | ---------- | ----------------- | ------------------------------------------ |
| Chapelle Notre-Dame-de-la-Lauze (vestiges) |         | 43° 16′ 57″ nord, 2° 28′ 36″ est | « PA00102917 » | Classement | 30 septembre 1966 | Chapelle Notre-Dame-de-la-Lauze (vestiges) |

### Héraldique
| Blason de Villarzel-Cabardès | Blason  | Fascé d'or et de sinople de six pièces.          |
| Blason de Villarzel-Cabardès | Détails | Le statut officiel du blason reste à déterminer. |